# Sanxing (Yilan)
Sanxing (chinesisch 三星鄉, Pinyin Sānxīng Xiāng, Tongyong Pinyin Sansing Siang) ist eine Landgemeinde im nordöstlichen Landkreis Yilan in der Republik China auf Taiwan.

## Lage
Sanxing liegt im nördlichen Abschnitt des Landkreises Yilan, weitgehend in der Lanyang-Flussebene. Die natürliche nördliche Begrenzung wird durch den Fluss Lanyang gebildet. Das Gebiet Sanxings hat grob angenähert die Gestalt einer Spindel, deren Längsachse nach Ostnordost ausgerichtet ist. Die maximale Längsausdehnung (in ostnordöstlicher Richtung) beträgt etwa 21 Kilometer und die maximale Querausdehnung (in nordnordwestlicher Richtung) etwa 7 Kilometer. Die Nachbargemeinden sind Datong im Osten und Südosten, Dongshan im Süden, Luodong und Wujie im Westen (über jeweils nur einen kurzen Abschnitt) und Yuanshan im Norden.

## Geschichte
Die dauerhafte han-chinesische Siedlungsgeschichte in Sanxing begann im Jahr 1796, im ersten Herrschaftsjahr Jiaqings, als sich mehrere Siedlerfamilien hier niederließen. Die Ureinwohner der Gegend, austronesische Stämme vom Volk der Kavalan wurden unter dem zunehmenden Siedlungsdruck der rasch zahlreicher werdenden Einwanderer zum Teil sinisiert und zum Teil nach Westen ins Gebirge und nach Süden abgedrängt. Zur Zeit der japanischen Herrschaft (1895–1945) erfolgten mehrere Verwaltungsreformen, bis 1920 das Dorf Sanxing (三星庄) im Distrikt Luodong (羅東郡) in der Präfektur Taihoku (台北州) gebildet wurde. Während der japanischen Zeit wurde zur Nutzung der Wald- und Bambusressourcen im Gebiet des heutigen Datong die Taipingshan-Waldbahn, eine Schmalspur-Waldbahn gebaut, deren Trasse am Südufer des Lanyang durch Sanxing verlief. Die Eisenbahnschienen wurden 1980 demontiert. Das ebenfalls zu dieser Zeit erbaute Wasserkraftwerk Yuanshan (圓山水力發電所, heute offiziell 蘭陽發電廠圓山機組 – „Einheit Yuanshan des Lanyang-Kraftwerks“) diente vor allem zur Stromversorgung der örtlichen Zuckerfabrik. Dadurch wurde die wirtschaftliche Entwicklung gefördert und die Bevölkerung nahm auch durch Zuwanderung zu. Nach Übernahme Taiwans durch die Republik China nach Ende des Zweiten Weltkrieges wurde die japanische Verwaltungsgliederung im Wesentlichen übernommen. Aus dem Dorf (庄,  Zhuāng) wurde eine Landgemeinde (鄉,  Xiāng), aus dem Distrikt (郡,  Jùn) ein Bezirk (區,  Qū) und aus der Präfektur (州,  Zhōu) ein Landkreis  (縣,  Xiàn). 1950 wurde die Bezirksebene abgeschafft und Sanxing wurde eine Landgemeinde im neu eingerichteten Landkreis Yilan. Im Jahr 1976 wurde ein nördlich des Flusses Lanyang gelegenes Gebiet als Dorf Zhonghua an die Nachbargemeinde Yuanshan abgetreten.

## Einwohner
Die meisten Einwohner sind Hoklo, wobei der Anteil von Hakka (die jedoch Minnan sprechen) mit etwa 40 % verhältnismäßig hoch ist, worin sich Sanxing von anderen Gemeinden Yilans unterscheidet.
Ende 2019 lebten 551 Angehörige indigener Völker in Jiaoxi, entsprechend etwa 2,6 % der Bevölkerung.
| Gliederung Sanxings |
|                     |

## Verwaltungsgliederung
Sanxing ist in 18 Dörfer (村,  Cūn) untergliedert:
1 Yuanshan (員山村)

2 Tianfu (天福村)

3 Tianshan (天山村)

4 Yide (義德村)

5 Shuangxian (雙賢村)

6 Renhe (人和村)

7 Wande (萬德村)

8 Yuemei (月眉村)

9 Jiqing (集慶村)

10 Gongzhao (拱照村)

11 Dayin (大隱村)

12 Xingjian (行健村)

13 Wanfu (萬富村)

14 Guilin (貴林村)

15 Shangwu (尚武村)

16 Dayi (大義村)

17 Dazhou (大洲村)

18 Weiqian (尾塹村)

## Wirtschaft
In den Nachkriegsjahrzehnten war die wirtschaftliche Entwicklung eher durch Stagnation und hohe Abwanderung gekennzeichnet. Überregional bekannte landwirtschaftliche Spezialprodukte von Sanxing sind Winterzwiebeln, Knoblauch und „Admiralsbirnen“ (上將梨). Außerdem wird Salix argyracea, eine Weidenart, gezogen (mehr als 90 % der taiwanischen Gesamtproduktion), deren Zweige während des Chinesischen Neujahrs Verwendung finden.
Im Dorf Tianshan gibt es zwei größere Wasserkraftwerke, das Yuanshan-Wasserkraftwerk (圓山水力發電所 , Inbetriebnahme 1941, Gesamtkapazität ca. 18 MW) und das Tiansongpi-Kraftwerk (天送埤發電廠 , Inbetriebnahme 1922, Gesamtkapazität ca. 8,4 MW). Beide sind als Untereinheiten des Lanyang-Kraftwerks (蘭陽發電廠) organisiert.

## Verkehr
Die beiden wichtigsten Straßenverbindungen sind die Provinzstraße 7C (7丙) und die etwas weiter nördlich verlaufende Kreisstraße 196, die etwa in der Mitte von Sanxing in die erstgenannte einmündet. Beide Straßen verlaufen entlang der Längsachse Sanxings, d. h. im Wesentlichen parallel zum Flusslauf des Lanyang.

## Besonderheiten
Die Hauptsehenswürdigkeiten von Sanxing liegen im Bereich der Natur. Sanxing weist zwei kleine Seen in landschaftlich ansprechender Umgebung im Dorf Tianshan auf, zum einen den Changpi-See (長埤湖 ), und zum anderen den nahe gelegenen Jiuqiong-See (九芎湖,  Jiǔqiōng hú ). Entlang des Annong-Bachs (安農溪,  Ānnóng Xī), eines kleinen Zuflusses des Lanyang, sind Radtouren bzw. auf dem Gewässer Wildwasser- und Bootsfahrten möglich. Im Tiansongpi-Eisenbahnpark (天送埤鐵道公園 ) im Dorf Tianfu sind eine ehemalige Eisenbahnstation der früheren Taipingshan-Waldbahn mit einer kleinen Schmalspurlokomotive und Bahnanlagen zu besichtigen.

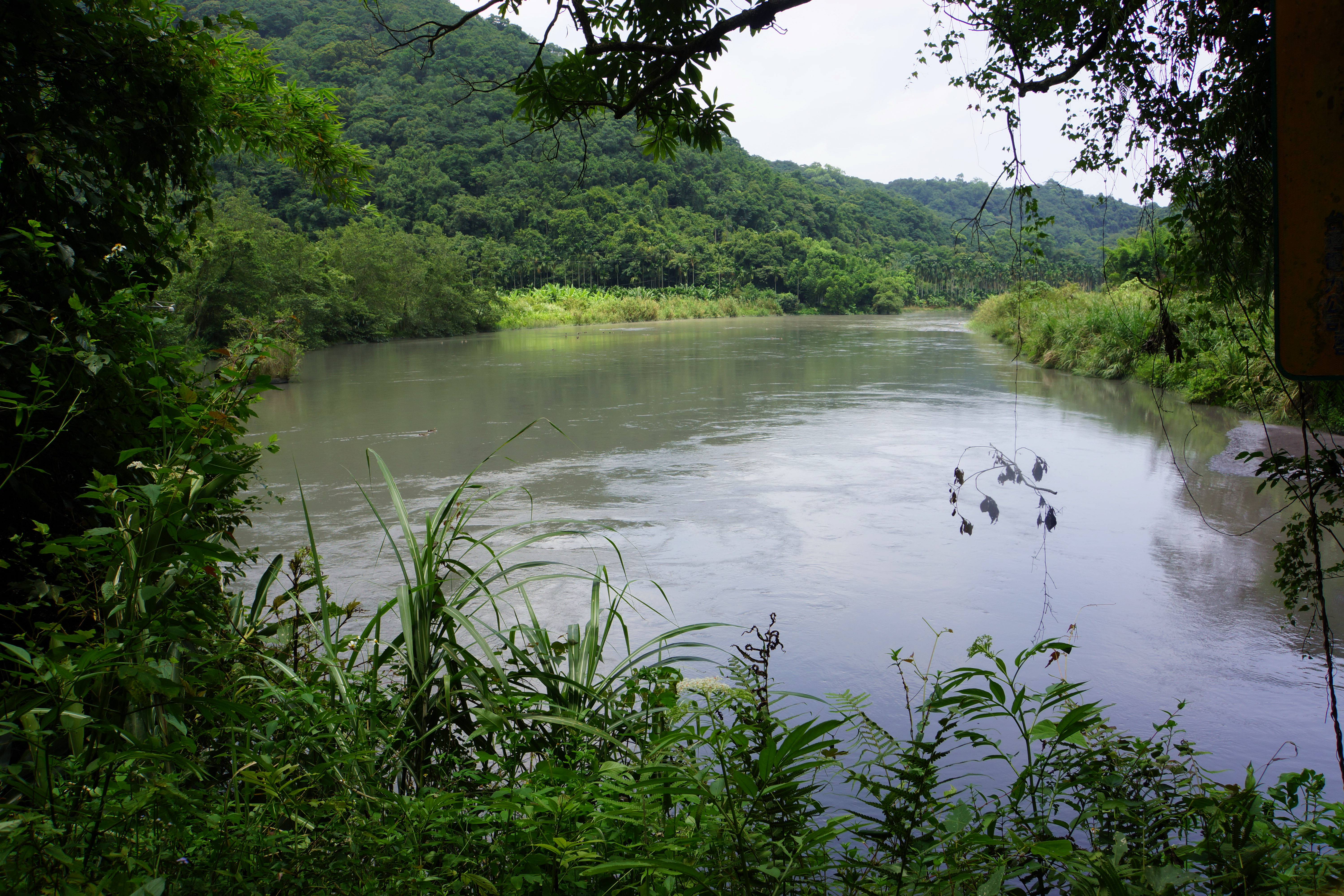
Jiuqiong-See
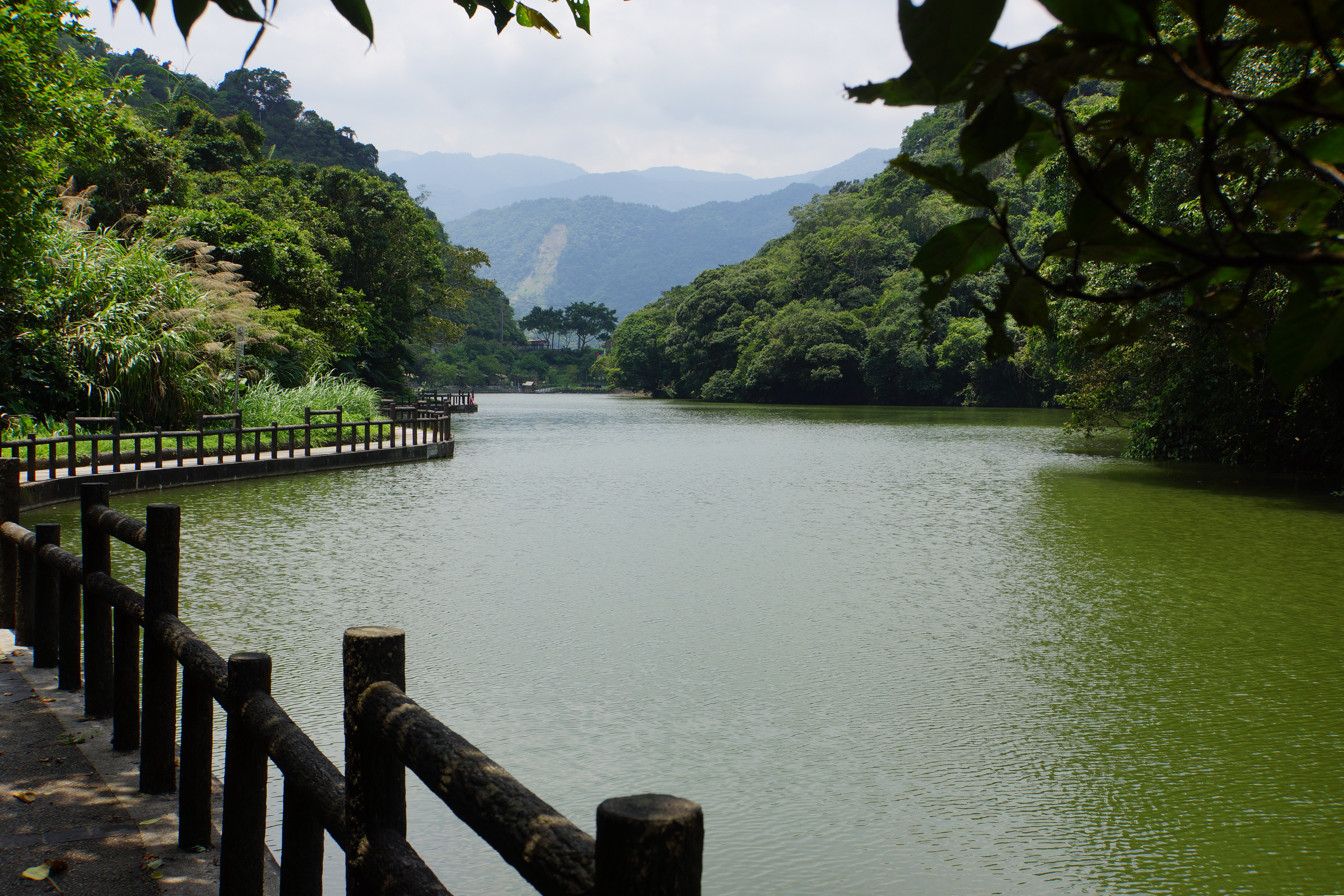
Changpi-See
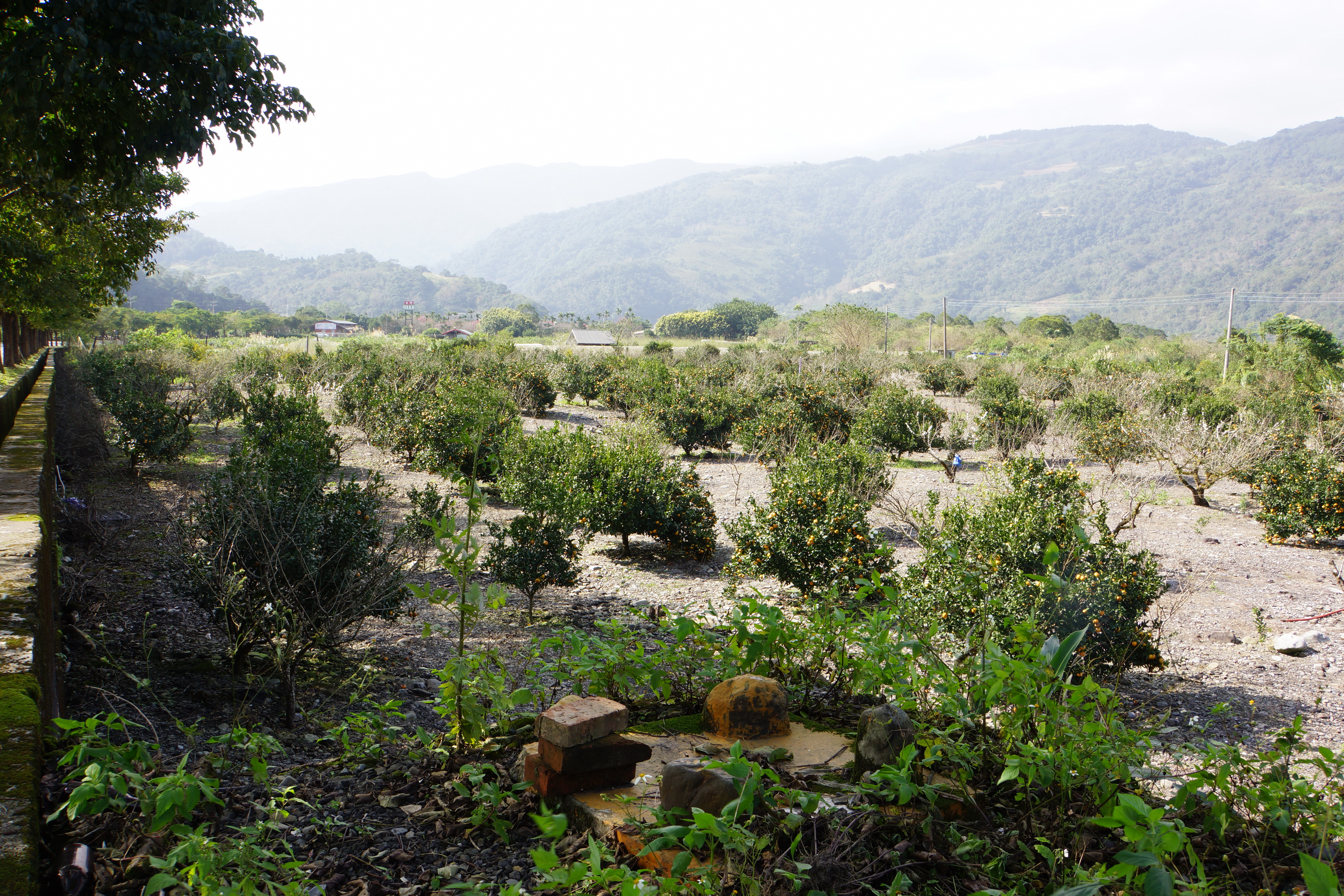
Orangenpflanzung in Yuanshan
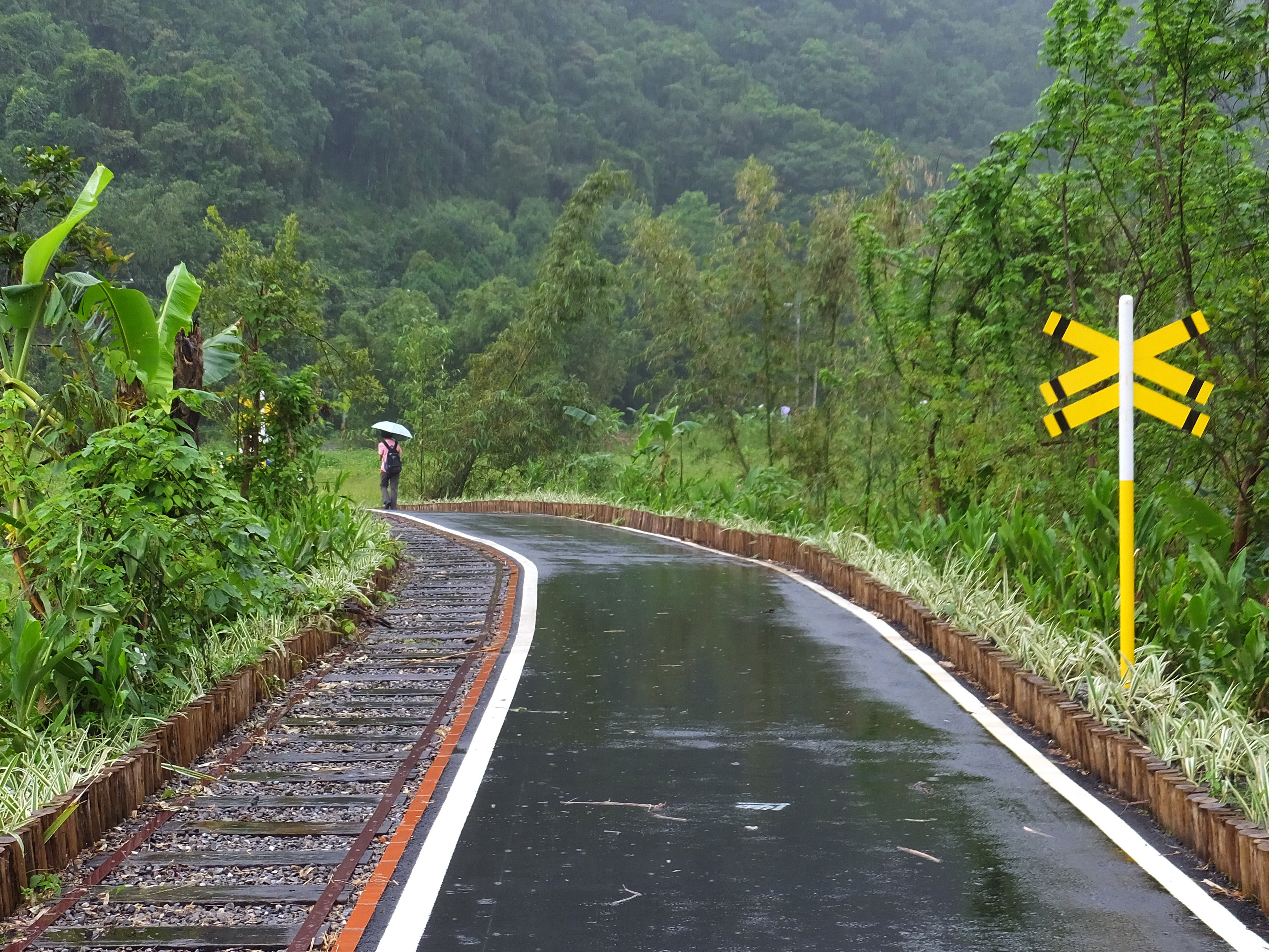
Wanderweg entlang der Trasse der früheren Schmalspurbahn